# 43 Korpus Armijny (Imperium Rosyjskie)
43 Korpus Armijny (ros. 43-й армейский корпус) – jeden ze związków operacyjno-taktycznych  Imperium Rosyjskiego w czasie I wojny światowej. Rozformowany na początku 1918. 

## Podporządkowanie
- 6 Armii (12.07 – 17.11.1915)
- 12 Armii (28.12.1915 – 1.01.1916)
- 12 Armii (3.03 – grudzień 1917)

## Dowódcy Korpusu
- gen. lejtnant A. W. Nowikow (czerwiec 1915 – kwiecień 1917)
- gen. major W. G. Boldyriew (kwiecień – wrzesień 1917)
- gen. lejtnant D. K. Guncadze (od września 1917)